# Prunieras
Prunieras (en francès Prunières) és un municipi francès situat al departament dels Alts Alps i a la regió de Provença – Alps – Costa Blava.

## Demografia
| 1806                                       | 1962 | 1968 | 1975 | 1982 | 1990 | 1999 | 2006 | 2018 |
| ------------------------------------------ | ---- | ---- | ---- | ---- | ---- | ---- | ---- | ---- |
| 486                                        | 154  | 154  | 121  | 138  | 175  | 232  | 276  | 298  |
| Des de 1962: població sense dobles comptes |      |      |      |      |      |      |      |      |

## Administració
| Període   | Identitat        | Partit |
| --------- | ---------------- | ------ |
| 1995-2008 | Denise Miny      |        |
| 2008-2014 | René Fusina      |        |
| 2014-2020 | Pierre Doussot   |        |
| 2020-     | Jean-Luc Verrier |        |